# Кавазин, Альберто
Альберто Кавазин (итал. Alberto Cavasin; род. 9 января 1956, Тревизо, Венеция) — итальянский футболист, защитник.

## Клубная карьера
Во взрослом футболе дебютировал в 1973 за команду «Тревизо», в которой провёл три сезона, приняв участие в 45 матчах чемпионата.
Впоследствии с 1976 по 1978 год играл в составе клубов «Авеллино» и «Аталанты». За вторую в Серии A дебютировал 6 июня 1977 года в матче против «Ювентуса» (1:1).
Своей игрой за последнюю команду привлек внимание представителей тренерского штаба команды «СПАЛ», к которой присоединился в 1978 году. Отыграл за феррарский клуб три сезона. Большинство времени, проведённого в команде, был основным игроком защиты команды.
В течение 1981—1983 годов защищал цвета «Вероны», с которой выиграл серию B, и «Катандзаро», которая в то время выступала в высшем дивизионе.
В 1983 году заключил контракт с клубом «Бари», в составе которого провёл следующие три года своей карьеры. Играя в «Бари», также в основном выходил на поле в основном составе команды и помог ему перебраться из Серии C в Серию A.
В течение 1986—1988 годов защищал цвета клуба «Чезена», где также помог команде выйти в высший дивизион.
Завершил профессиональную игровую карьеру в клубе «Падова», за команду которого выступал на протяжении 1988—1990 годов.

## Карьера тренера
Начал тренерскую карьеру сразу же по завершении карьеры футболиста в 1990 году как тренер молодёжного состава клуба «Падова».
Впоследствии возглавлял команды: «Тревизо», «Тренто», «Фано», «Равенна», «Гуальдо», «Фьоренцуола», «Чезена», «Лечче», «Фиорентина», «Брешиа», «Мессина», «Фрозиноне», «Беллинцона», «Сампдория», «Лейтон Ориент» и «Сантарканджело».

## Достижения

### Как футболист
- Чемпион Серии B: 1981/82
- Чемпион Серии C1: 1983/84

### Как тренер
- Обладатель премии «Золотая скамья»: 1999/00